# Божество растительности

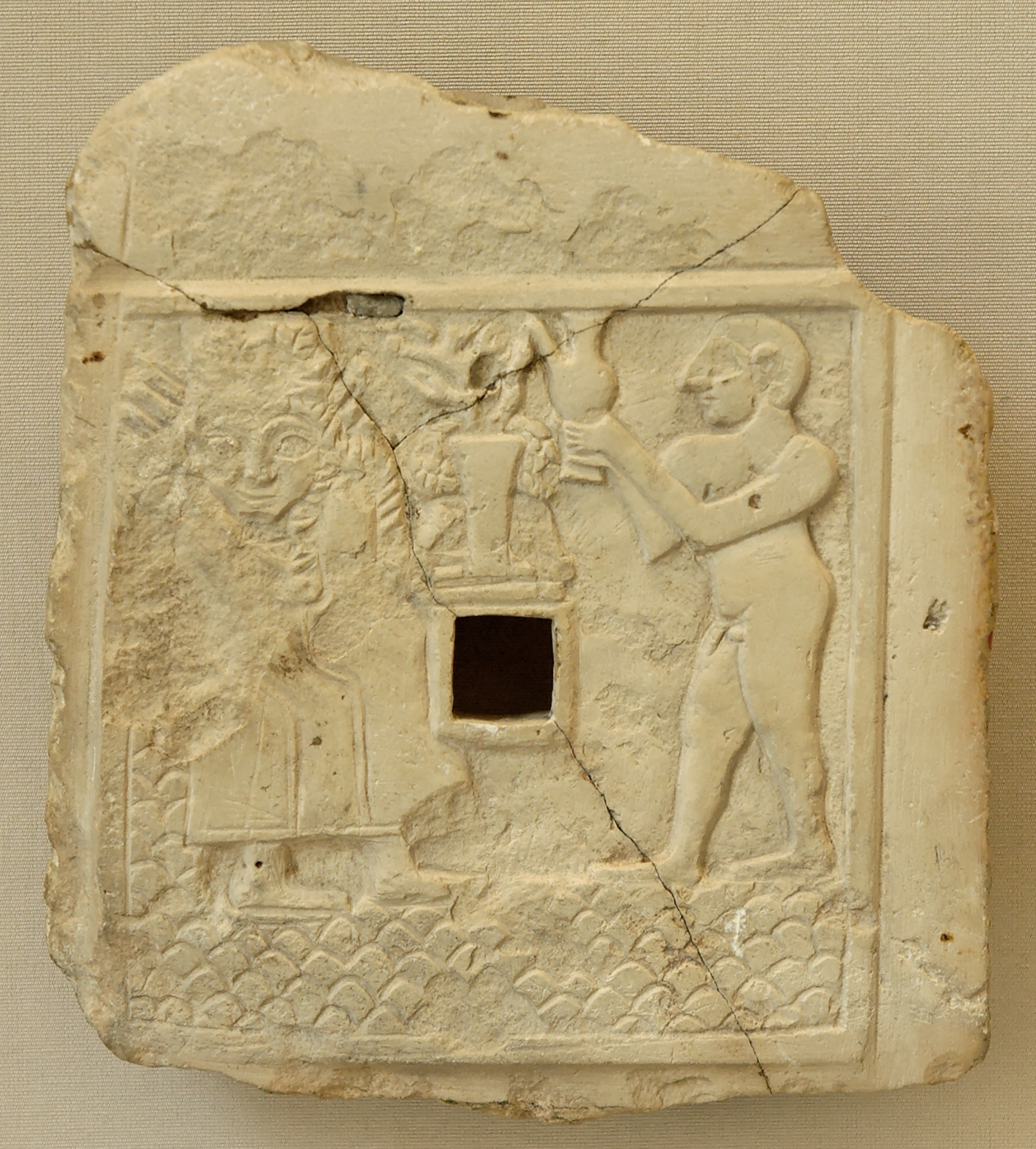
Рельеф, изображающий возлияние богине растительности (около 2500 года до н. э.). Найден в шумерском Гирсу, хранится в Лувре

Божество растительности (англ. vegetation deity) — это божество природы, чьё исчезновение и повторное появление, или жизнь, смерть и возрождение, воплощают цикл роста растений.

## Характеристика
В поклонении природе божество может быть богом или богиней со способностью к возрождению. Божество растительности часто является божеством плодородия. Божество обычно подвергается расчленению, рассеянию и реинтеграции. Данный цикл передаётся мифами и воспроизводится в ритуалах, ему придаётся богословское значение касательно таких тем как бессмертие, воскресение и реинкарнация. Мифы о божествах растительности имеют структурное сходство с некоторыми мифами о сотворении мира, в которых части тела изначального существа порождают части мира, как, например, в скандинавском мифе об Имире.
В мифографии XIX и начала XX века, как, например, в «Золотой ветви» Дж. Г. Фрейзера, фигура божества растительности связана с «житным духом» (англ. corn spirit), в данном смысле жито означает любую зерновую культуру. При этом, по мнению У. Фр. Отто, понятие имеет тенденцию превращаться в бессмысленную общность, претенциозную и бесполезную.

## Примеры мифов

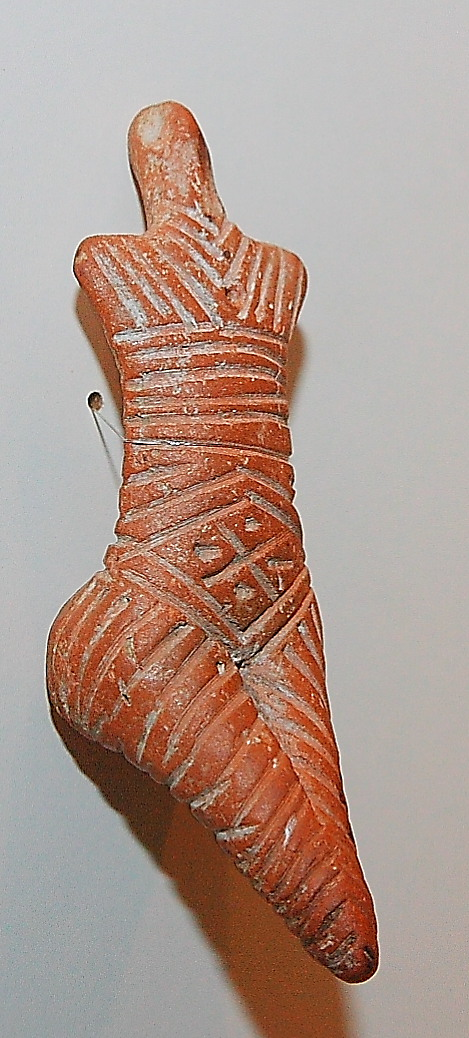
Статуэтка культуры Триполье-Кукутень с узором, изображающим засеянное поле

В месопотамской мифологии во время путешествия Инанны или Иштар в подземный мир земля становится бесплодной, и ни люди, ни животные не могут размножаться. В результате противостояния Эрешкигаль, её сестре и правителю подземного мира, Инанна была убита, но посланец богов принёс зелье, которое возвратило её к жизни. Ей было разрешено вернуться в верхний мир, только если её место займет кто-то другой. Её муж, бог растительности Думузи, согласился проводить по полгода в подземном мире — в течение этого времени растительность умирает. Его возвращение приносит возрождение растительности весной.
В древнеегипетской мифологии культурные достижения Осириса среди народов земли вызвали зависть его брата Сета, который убил и расчленил его. Жена Осириса, Исида, отправилась в путешествие, чтобы собрать четырнадцать частей его тела, разбросанных в разных местах. В некоторых версиях мифа она похоронила каждую часть там, где она нашла её, что привело к росту растений в пустыне. В других версиях она собрала тело мужа и воскресила его, а затем он стал правителем загробного мира.
В европейском фольклоре плодородие женщины влияло на сельское хозяйство. Статуэтки богини растительности из культуры Триполье-Кукутень имеют ромбовидный и точечный рисунок, который символизирует посеянное поле и женское плодородие.
В притчах Иисуса Христа, таких как Притча о сеятеле, «сеятель сеет слово», где семя есть слово Божие. Притчи о горчичном зерне и о растущем семени объясняют Царство Божье, где рост происходит благодаря Богу, а не человеку и следует своему собственному графику. В Евангелии от Иоанна 12:24 смерть и воскресение Иисуса сравниваются с ядром, которое падает в землю и умирает, а затем производит много семян. Во многих христианских традициях Пасхальное служение на рассвете или Воскресенское богослужение проводится в Акре Бога, где тела мёртвых «посеяны как семя».

## Список божеств растительности
К божествам растительности также относят:
- Адонис (древнегреческая мифология)
- Аттис (древнегреческая мифология)
- Баал (западносемитская мифология)
- Блодьювед (валлийская мифология)
- Деметра (древнегреческая мифология)
- Дионис (древнегреческая мифология)
- Кронос (древнегреческая мифология)
- Модрон[англ.] (валлийская мифология)
- Нингишзида (шумеро-аккадская мифология)[14]
- Осирис (древнеегипетская мифология)
- Пачамама (мифология инков)
- Персефона (древнегреческая мифология)
- Прозерпина (римская мифология)
- Сатурн (римская мифология)
- Таммуз (шумеро-аккадская мифология)
- Церера (римская мифология)
- Шипе-Тотек (мифология ацтеков)